# Liste der Kulturdenkmäler in Diedesfeld
In der Liste der Kulturdenkmäler in Diedesfeld sind alle Kulturdenkmäler des Stadtteils Diedesfeld der rheinland-pfälzischen Stadt Neustadt an der Weinstraße aufgeführt. Grundlage ist die Denkmalliste des Landes Rheinland-Pfalz (Stand: 14. Januar 2025).

## Denkmalzonen
| Bezeichnung          | Lage | Baujahr                 | Beschreibung                                                                                       | Bild            |
| -------------------- | --- | ----------------------- | -------------------------------------------------------------------------------------------------- | --------------- |
| Denkmalzone Ortskern | Kreuzstraße 1–31 (ungerade Nummern) und 2–52 (gerade Nummern), Lauterstraße 1–7 (ungerade Nummern), Remigiusstraße 1–29 (ungerade Nummern), 2–10 und 22–26 (gerade Nummern), Ursulastraße 3 und 5 sowie Weinstraße 519–547 (ungerade Nummern), 528–544 und 550–560 (gerade Nummern) Lage | 12. bis 20. Jahrhundert | im Wesentlichen Winzerhöfe mit (Renaissance-)Torbögen mit Nadelöhr, spätes 16. bis 19. Jahrhundert | Fotos hochladen |

## Einzeldenkmäler
| Bezeichnung                     | Lage | Baujahr                           | Beschreibung | Bild                           |
| ------------------------------- | --- | --------------------------------- | --- | ------------------------------ |
| Spolien                         | Heerstraße, an Nr. 6 Lage                                                                                         | ab 1596                           | Inschriftenstein, bezeichnet 1596; Takenplatte, 17. Jahrhundert | Fotos hochladen                |
| Architekturteile                | Heerstraße, an Nr. 8 Lage                                                                                         | 16. Jahrhundert                   | Renaissance-Architekturteile: Torbogen, spätes 16. Jahrhundert, in barockem (?) Torhaus; im Wohnhaus Kellerportal, bezeichnet 1581 | Fotos hochladen                |
| Wohnhaus                        | Heerstraße 10 Lage                                                                                                | ab 1584                           | Massivbau mit Fachwerkteilen des 18. Jahrhunderts, eingeschossiger Fachwerkanbau, bezeichnet 1584 | Fotos hochladen                |
| Wohnhaus                        | Heerstraße 26 Lage                                                                                                | um 1600                           | Krüppelwalmdachbau, um 1600, Überformung bezeichnet 1837 | Fotos hochladen                |
| Wohn- und Geschäftshaus         | Kreuzstraße 1 Lage                                                                                                | 1901                              | Eckwohn- und Geschäftshaus; neugotischer Klinkerbau, bezeichnet 1901, Architekt J. Grohs | Fotos hochladen                |
| Hofanlage                       | Kreuzstraße 3 Lage                                                                                                | um 1800                           | Dreiseithof; im Kern renaissancezeitlicher barocker Walmdachbau, teilweise Fachwerk, um 1800, Torbogen bezeichnet 1833; über Scheunenkeller, bezeichnet 1843, und Hausteil Tanzsaal, 19. Jahrhundert | Fotos hochladen                |
| Spolie                          | Kreuzstraße, an Nr. 4 Lage                                                                                        | 1700                              | barocker Wappenstein, bezeichnet 1700 | Fotos hochladen                |
| Hofanlage                       | Kreuzstraße 5 Lage                                                                                                | 19. Jahrhundert                   | Dreiseit-Winzerhof, bezeichnet 1907; klassizistischer Krüppelwalmdachbau, im Kern wohl aus der ersten Hälfte des 19. Jahrhunderts, in historisierendem Jugendstil überformt, Architekt Wilhelm Schulte I., mit Ausstattung; Altenteil um 1820; straßenbildprägend | Fotos hochladen                |
| Hofanlage                       | Kreuzstraße 11 Lage                                                                                               | Ende des 18. des 19. Jahrhunderts | Krüppelwalmdachbau, Ende des 18. oder Anfang des 19. Jahrhunderts, mit Ausstattung; Renaissancetorbogen bezeichnet 1602, Nebenpforte bezeichnet 1912; Backsteinanbau bezeichnet (19)06 | Fotos hochladen                |
| Hofanlage                       | Kreuzstraße 12 Lage                                                                                               | spätes 18. Jahrhundert            | Hofanlage; spätbarocker Krüppelwalmdachbau, teilweise Fachwerk, spätes 18. Jahrhundert, Hoftorbogen, wohl aus dem 17. Jahrhundert, bezeichnet 1853 | Fotos hochladen                |
| Torbogen                        | Kreuzstraße, an Nr. 13 Lage                                                                                       | 1606                              | Renaissance-Torbogen, bezeichnet 1606; barocker Türsturz, bezeichnet 1719 | Fotos hochladen                |
| Wohnhaus                        | Kreuzstraße 14 Lage                                                                                               | 1783                              | spätbarocker Krüppelwalmdachbau, bezeichnet 1783, gründerzeitliche Ausstattung | Fotos hochladen                |
| Hofanlage                       | Kreuzstraße 15 Lage                                                                                               | 1719                              | spätbarocker Winkelhof; stattlicher Walmdachbau, bezeichnet 1719, Ladeneinbau 19. Jahrhundert, Scheune bezeichnet 1851; platzbildprägend | Fotos hochladen                |
| Wohnhaus                        | Kreuzstraße 17 Lage                                                                                               | 1673                              | barockes Wohnhaus, bezeichnet 1673, im Kern aus der Renaissance, Hoftorbogen mit Nebenpforte bezeichnet 1610, Scheunen-Kellerportal bezeichnet [16]02 | Fotos hochladen                |
| Torbogen                        | Kreuzstraße, an Nr. 18 Lage                                                                                       | 1577                              | reliefierter Torbogen, bezeichnet 1577 | Fotos hochladen                |
| Torbogen                        | Kreuzstraße, an Nr. 19 Lage                                                                                       | 1752                              | barocker Torbogen, bezeichnet 1752 | Fotos hochladen                |
| Portal                          | Kreuzstraße, an Nr. 24 Lage                                                                                       | 1586                              | Renaissanceportal, bezeichnet 1586; Reste des Hoftorbogens, 16. Jh | Fotos hochladen                |
| Torbogen                        | Kreuzstraße, an Nr. 25 Lage                                                                                       | 16. Jahrhundert                   | Renaissance-Torbogen, bezeichnet 15[xx]; barocke Muschelnische, 18. Jahrhundert | Fotos hochladen                |
| Portal                          | Kreuzstraße, an Nr. 27 Lage                                                                                       | 1557                              | Renaissance-Portal, bezeichnet 1557 | Fotos hochladen                |
| Hofanlage                       | Kreuzstraße 28 Lage                                                                                               | 16. und 18. Jahrhundert           | Hofanlage mit zwei Innenhöfen, Kernbestand aus dem 16. und 18. Jahrhundert, Torbogen bezeichnet 1567 | Fotos hochladen                |
| Wohnhaus                        | Kreuzstraße 29 Lage                                                                                               | 1615                              | Wohnhaus, teilweise Fachwerk, bezeichnet 1615; barocker Reliefstein, wohl nach 1723 | Fotos hochladen                |
| Hofanlage                       | Kreuzstraße 30 Lage                                                                                               | ab dem 13. Jahrhundert            | Dreiseithof, ehemalige Posthalterei; spätromanischer Wohnturm, 13. Jahrhundert, barockes Wohnhaus mit Walmdach, 18. Jahrhundert, Stallanbau mit Walmdach, 18. Jahrhundert; Spolie bezeichnet (1)601 | Fotos hochladen                |
| Toranlage                       | Adresse = Kreuzstraße, an Nr. 32 Lage                                                                             | 1604                              | Renaissance-Toranlage, bezeichnet 1604 | Fotos hochladen                |
| Hofanlage                       | Kreuzstraße 36 Lage                                                                                               | 18. und 19. Jahrhundert           | spätbarocke Hofanlage, 18. und 19. Jahrhundert; fünfachsiges Wohnhaus, bezeichnet 1768, Scheune und Stall erste Hälfte des 19. Jahrhunderts | Fotos hochladen                |
| Architekturteile                | Kreuzstraße, an Nr. 40 Lage                                                                                       | 16. Jahrhundert                   | Pilasterportal, um 1600; Rundbogenportal, bezeichnet 1596; Fenstergewände, bezeichnet 1708; Renaissance-Portal, bezeichnet 1605, Neurenaissanceblatt; Kellerportal bezeichnet 1583 | Fotos hochladen                |
| Toranlage                       | Kreuzstraße, an Nr. 44 Lage                                                                                       | 1594                              | Renaissance-Toranlage, bezeichnet 1594, Torbogen in der Scheune, bezeichnet 1600 | Fotos hochladen                |
| Torbogen                        | Kreuzstraße, an Nr. 52 Lage                                                                                       | um 1600                           | Renaissance-Torbogen, um 1600 | Fotos hochladen                |
| Bildstock                       | Kreuzstraße, gegenüber Nr. 61 Lage                                                                                | 1714                              | barocker Bildstock, bezeichnet 1714 | Fotos hochladen                |
| Hofanlage                       | Lauterstraße 5 Lage                                                                                               | 17. oder 18. Jahrhundert          | Fachwerkhaus, teilweise verputzt, (Halb)-Walmdach, 17. oder 18. Jahrhundert, Hoftor bezeichnet 1809 und 1928, Bruchsteinscheune, Schweinestall um 1800 | Fotos hochladen                |
| Schlössel                       | Lauterstraße 7 Lage                                                                                               | 16. Jahrhundert                   | ehemaliger fürstbischöflicher speyerischer Amtshof; stattlicher Krüppelwalmdachbau, teilweise Fachwerk, Treppenturm, bezeichnet 1594; Fachwerkbau über Hochkeller; Scheune im Kern wohl aus dem 17. Jahrhundert, Renaissanceportal bezeichnet 1587, Bruchsteinumfassungsmauer um 1600 | Fotos hochladen                |
| Wiegehäuschen                   | Remigiusstraße Lage                                                                                               | um 1900                           | ehemaliges Wiegehäuschen; Fachwerkbau mit Ziegelausfachung, um 1900 | Fotos hochladen                |
| Friedhofskreuz und Grabmäler    | Remigiusstraße und am Blöckenpfad, auf dem Friedhof Lage                                                          | 18. bis 20. Jahrhundert           | nachbarockes Friedhofskreuz, bezeichnet 1802; an der Südmauer: drei barocke Grabkreuze mit dreipassartigen Enden, 18. Jahrhundert; Grabmal Maria († 1914) und Friedrich († 1916) Sauer, Galvanoplastik einer sitzenden Trauernden; Grabmal Joh. Batholomeus Klutsch-Schaenecken († 1759), spätbarocker Grabstein mit Wappenkartusche; Grabmal Jakob Schwarzwälder († 1924), klassizierend mit Relief; Grabmal Johannes Hammer († 1935), Hochrelief eines segnenden Christus, Muschelkalk | Fotos hochladen                |
| Rathaus                         | Remigiusstraße 2 Lage                                                                                             | 1751                              | spätbarocker Krüppelwalmdachbau mit Vorhalle und Figurennische, bezeichnet 1751, Renaissanceportal, bezeichnet 1601, klassizistische Brunnenanlage | weitere Bilder Fotos hochladen |
| Kriegerdenkmal                  | Remigiusstraße, bei Nr. 2 Lage                                                                                    | nach 1920                         | Kriegerdenkmal 1914/18; heiliger Georg mit Drachen, nach 1920 | Fotos hochladen                |
| Katholisches Pfarrhaus          | Remigiusstraße 4 Lage                                                                                             | um 1600                           | mehrteilige Hofanlage; Walmdachbau, im Kern um 1600, Umbau im 18. Jahrhundert, eingeschossiger Stallflügel bezeichnet 1593 | Fotos hochladen                |
| Grabkreuze                      | Remigiusstraße, bei Nr. 4 und vor Nr. 8 Lage                                                                      | ab 1736                           | drei barocke Grabkreuze, bezeichnet 1736, 1745 und 1772 | Fotos hochladen                |
| Katholische Kirche St. Remigius | Remigiusstraße 10 Lage                                                                                            | 12. Jahrhundert                   | romanischer Westturm, spätbarocker Saalbau und Turmhelm 1752–54; mit Ausstattung | weitere Bilder Fotos hochladen |
| Hofanlage                       | Remigiusstraße 21 Lage                                                                                            | 1728                              | Hofanlage mit mehreren Höfen, bezeichnet 1728; eingeschossiger barocker Krüppelwalmdachbau, Nebengebäude 18. und 19. Jahrhundert | Fotos hochladen                |
| Kindergarten                    | Remigiusstraße 22.jpg Lage                                                                                        | 1894                              | ehemaliges Schwesternwohnhaus mit katholischem Kindergarten; späthistoristischer Walmdachbau, neugotische Motive, bezeichnet 1894, mit Ausstattung | Fotos hochladen                |
| Torpfeiler                      | Remigiusstraße, an Nr. 26 Lage                                                                                    | 1566                              | Renaissance-Torpfeiler, bezeichnet 1566 | Fotos hochladen                |
| Portal                          | Remigiusstraße, an Nr. 43 Lage                                                                                    | um 1600                           | Rundbogenportal und Fenstergewände, um 1600 | Fotos hochladen                |
| Torbogen                        | Ursulastraße, an Nr. 4 Lage                                                                                       | um 1600                           | Renaissance-Torbogen, um 1600 | Fotos hochladen                |
| Skulptur und Spolien            | Ursulastraße, an Nr. 5 Lage                                                                                       | ab dem 16. Jahrhundert            | Heilige Ursula, Holz, zweite Hälfte des 16. Jahrhunderts, Nischenkonsole; Torbogenfragment; im Hof Spolie, bezeichnet 1615; Ofenstein 18. Jahrhundert | Fotos hochladen                |
| Hofanlage                       | Von-Dalheim-Straße 6 Lage                                                                                         | um 1800                           | Dreiseithof; spätbarocker abgewalmter Mansarddachbau, Renaissance-Toranlage, um 1600, bezeichnet 1800 | Fotos hochladen                |
| Wohnhaus                        | Von-Dalheim-Straße 7 Lage                                                                                         | 1892                              | stattlicher Walmdachbau mit Drempel, Neurenaissancemotive, bezeichnet 1892, mit Ausstattung | Fotos hochladen                |
| Weingut                         | Von-Dalheim-Straße 9 Lage                                                                                         | 1878–80                           | anspruchsvolle späthistoristische Weingutsbauten, 1878–80, mit Ausstattung; im Garten eingeschossiger Pavillon, 1905, Architekt Wilhelm Schulte I | Fotos hochladen                |
| Kilometerstein                  | Weinstraße, gegenüber Nr. 501 Lage                                                                                | 19. Jahrhundert                   | Kilometerstein, Sandsteinkegel, 19. Jahrhundert | Fotos hochladen                |
| Torpfeiler                      | Weinstraße, an Nr. 518 Lage                                                                                       | 1575                              | Renaissance-Torpfeiler, bezeichnet 1575 | Fotos hochladen                |
| Portal                          | Weinstraße, an Nr. 519 Lage                                                                                       | 1590                              | Renaissanceportal, bezeichnet 1590 | Fotos hochladen                |
| Hofanlage                       | Weinstraße 520 Lage                                                                                               | 17. bis 19. Jahrhundert           | Winzerhof, 17. bis 19. Jahrhundert; klassizistischer (Halb-)Walmdachbau, Fachwerk-Obergeschoss (verputzt), 17. Jahrhundert | Fotos hochladen                |
| Wohnhaus                        | Weinstraße 522 Lage                                                                                               | 18. Jahrhundert                   | eingeschossiges barockes Fachwerkhaus, Krüppelwalmdach, 18. Jahrhundert, Hoftorbogen bezeichnet 1598 | Fotos hochladen                |
| Hofanlage                       | Weinstraße 523 Lage                                                                                               | 18. Jahrhundert                   | Dreiseithof; Walmdachbau, teilweise Fachwerk, 18. Jahrhundert, im Kern aus dem 16. Jahrhundert, Löwenkopffragment 16. Jahrhundert, Toranlage bezeichnet 1590 | Fotos hochladen                |
| Torbogen                        | Weinstraße, an Nr. 526 Lage                                                                                       | 1604                              | Renaissance-Torbogen, bezeichnet 1604 (?) | Fotos hochladen                |
| Spolie                          | Weinstraße, an Nr. 528 Lage                                                                                       | 1612                              | Renaissance-Spolie, bezeichnet 1612; in der Hofmauer seitlich eines Torbogens | Fotos hochladen                |
| Wohnhaus                        | Weinstraße 530 Lage                                                                                               | 1602                              | Renaissancebau, teilweise Fachwerk, bezeichnet 1602, Torbogen bezeichnet 1600; im Anbau reliefierte spätbarocke (?) Spolie | Fotos hochladen                |
| Wohnhaus                        | Weinstraße 531 Lage                                                                                               | 17. Jahrhundert                   | zweiteiliger Walmdachbau, teilweise Fachwerk (verputzt), 17. Jahrhundert, mit Ausstattung, einachsiger Anbau 19. Jahrhundert | Fotos hochladen                |
| Keller                          | Weinstraße, unter Nr. 532 Lage                                                                                    | 1589                              | frühneuzeitlicher Keller, Portal bezeichnet 1589 | Fotos hochladen                |
| Wohnhaus                        | Weinstraße 534 Lage                                                                                               | 17. Jahrhundert                   | stattliches barockes Fachwerkhaus, teilweise massiv oder verputzt, 17. Jahrhundert | Fotos hochladen                |
| Torbogen                        | Weinstraße, an Nr. 535 Lage                                                                                       | 1618                              | Renaissance-Torbogen, bezeichnet 1618 | Fotos hochladen                |
| Toranlage                       | Weinstraße, an Nr. 541 Lage                                                                                       | um 1600                           | Renaissance-Toranlage, um 1600 | Fotos hochladen                |
| Spolien                         | Weinstraße, an Nr. 545 Lage                                                                                       | 18. Jahrhundert                   | barocke Spolien, bezeichnet 1721 (?) bzw. 1755 | Fotos hochladen                |
| Wohnhaus                        | Weinstraße 556 Lage                                                                                               | 1600                              | eingeschossiges Fachwerkhaus (verputzt), bezeichnet 1600 | Fotos hochladen                |
| Torbogen                        | Weinstraße, an Nr. 562 Lage                                                                                       | frühes 17. Jahrhundert            | Renaissance-Torbogen, frühes 17. Jahrhundert | Fotos hochladen                |
| Bildstock                       | östlich des Ortes; Flur Am Speyerdorfer Weg Lage                                                                  | 1889                              | Bildstock mit Nischenaufsatz, bezeichnet 1889 | Fotos hochladen                |
| Wegekreuz                       | südlich des Ortes an der K 15; Flur In der Froschau Lage                                                          | 1917                              | Wegekreuz, bezeichnet 1917 | Fotos hochladen                |
| Studerbild                      | westlich des Ortes; Distrikt Hinterer Oberscheid Lage                                                             | 1769                              | Sandsteinstele mit Nischenaufsatz, bezeichnet 1769 | Fotos hochladen                |
| Denkmal                         | westlich des Ortes am Kanzelfelsen; Distrikt Kanzelfelseck Lage                                                   | 1823                              | Denkmal zur Teilung der fünften Haingeraiden von 1823; Sandsteinmonolith mit Inschrift, bezeichnet 1823 und 1923 | Fotos hochladen                |
| Bürgermeisterstein              | westlich des Ortes in der Höhle am Osthang des Zwergbergs; Distrikt Bildbaum-Hänge; zugleich Ritterstein 240 Lage | ab 1602                           | Hausmarken zwischen 1602 und 1634 | Fotos hochladen                |
| Wetterkreuz                     | westlich des Ortes auf dem Wetterkreuzberg Lage                                                                   | 1804                              | nachbarockes Wetterkreuz, bezeichnet 1804 und 1869 | Fotos hochladen                |